# Zmarli w roku 1829
Lista osób zmarłych w 1829:

## styczeń 1829
- 29 stycznia – Paul Barras, francuski polityk okresu Wielkiej Rewolucji Francuskiej[1]

## luty 1829
- 10 lutego – Leon XII (właśc. Annibale Sermattei della Genga), włoski duchowny katolicki, 252. papież w latach 1823–1829[2]
- 11 lutego – Aleksandr Gribojedow (ros. Александр Сергеевич Грибоедов), rosyjski dramatopisarz i dyplomata, wolnomularz[3]
- 24 lutego – Jan Stefani, polski skrzypek i kompozytor czeskiego pochodzenia[4]

## maj 1829
- 29 maja – Humphry Davy, angielski chemik i fizyk[5]

## lipiec 1829
- 23 lipca – Wojciech Bogusławski, aktor, dyrektor teatralny, reżyser, śpiewak, librecista, dramatopisarz, twórca polskiego teatru narodowego[6]

## wrzesień 1829
- 6 września – Giuseppe Raddi,  włoski botanik i kurator Museo di Storia Naturale di Firenze[7]

## październik 1829
- 29 października – Maria Anna Mozart, siostra Wolfganga Amadeusa, utalentowana klawesynistka[8]

## grudzień
- 6/7 grudnia – Jan Paweł Woronicz, polski biskup rzymskokatolicki, kaznodzieja, jezuita[9]
- 18 grudnia – Jean-Baptiste de Lamarck, francuski przyrodnik, twórca wczesnej teorii ewolucji zwanej lamarkizmem[10]
- data dzienna nieznana: 
  - Stanisław Tymowski, senator-kasztelan Królestwa Polskiego, poseł na sejm Księstwa Warszawskiego z powiatu częstochowskiego[11]